# شيلتون فابر
شيلتون فابر (بالإنجليزية: Shelton Fabre)‏ هو كاهن كاثوليكي أمريكي، ولد في 25 أكتوبر 1963 في نيو رودز في الولايات المتحدة.